# Finanzausschuss
Im Deutschen Bundestag ist der Finanzausschuss einer der 24 ständigen Ausschüsse.

## Aufgaben
Der Finanzausschuss behandelt in der Gesetzgebung unter anderem federführend den gesamten Bereich des Steuerrechts. Neben dem Steuerrecht beschäftigt sich der Finanzausschuss mit der Finanzmarktregulierung (Banken, Wertpapier- und Versicherungsgeschäft) und dem Zollwesen. Für die Beratung über das jährliche Haushaltsverfahren und den Haushaltsvollzug ist nicht der Finanzausschuss, sondern der Haushaltsausschuss zuständig.

## Mitglieder

### 21. Legislaturperiode
Der Finanzausschuss des 21. Deutschen Bundestages konstituierte sich am 21. Mai 2025. Das Vorschlagsrecht für den Vorsitz lag bei der AfD-Fraktion, die Kay Gottschalk nominierte. Dieser erhielt jedoch nicht die erforderliche Mehrheit, sodass der Vorsitz zunächst vakant blieb. Vorübergehend übernahm Olav Gutting (CDU/CSU) als dienstältestes Mitglied die Leitung des Ausschusses.
Dem Ausschuss gehören 42 ordentliche Mitglieder an, verteilt auf die Fraktionen wie folgt:

#### CDU/CSU (14 Mitglieder)
Carsten Brodesser, Florian Dorn, Georg Günther, Fritz Güntzler, Olav Gutting, Heiko Hain, Matthias Hiller, Philip Hoffmann, Anja Karliczek, Stefan Korbach, Lukas Krieger, Oliver Pöpsel, Klaus Wiener, Mechthilde Wittmann

#### AfD (10 Mitglieder)
Torben Braga, Christian Douglas, Hauke Finger, Kay Gottschalk, Rainer Groß, Jörn König, Reinhard Mixl, Iris Nieland, Jan Wenzel Schmidt, Diana Zimmer

#### SPD (8 Mitglieder)
Jens Behrens, Frauke Heiligenstadt, Nadine Heselhaus, Tim Klüssendorf, Parsa Marvi, Philipp Rottwilm, Johannes Schraps, Michael Thews

#### Bündnis 90/Die Grünen (6 Mitglieder)
Katharina Beck, Moritz Heuberger, Max Lucks, Sascha Müller, Karoline Otte, Stefan Schmidt

#### Die Linke (4 Mitglieder)
Doris Achelwilm, Christian Görke, Isabelle Vandre, unbesetzt
Der Vorsitz des Finanzausschusses ist derzeit unbesetzt. Olav Gutting führt den Ausschuss kommissarisch bis zur Wahl eines neuen Vorsitzenden.

### 20. Legislaturperiode
Den Vorsitz über den Finanzausschuss im 20. Deutschen Bundestag hatte der CSU-Abgeordnete Alois Rainer.

#### SPD
Dagmar Andres, Bernhard Daldrup, Frauke Heiligenstadt, Nadine Heselhaus, Carlos Kasper, Tim Klüssendorf, Parsa Marvi, Lennard Oehl, Johannes Schraps, Michael Schrodi, Melanie Wegling, Jens Zimmermann, Armand Zorn

#### CDU/CSU
Sebastian Brehm, Carsten Brodesser, Fritz Güntzler, Olav Gutting, Matthias Hauer, Michael Meister, Stefan Müller, Johannes Steiniger, Christian Freiherr von Stetten, Hermann-Josef Tebroke, Antje Tillmann

#### Bündnis 90/Die Grünen
Katharina Beck, Bruno Hönel, Sabine Grützmacher, Sascha Müller, Deborah Düring, Sebastian Schäfer,  Stefan Schmidt

#### FDP
Markus Herbrand, Till Berthold Mansmann, Maximilian Mordhorst, Claudia Raffelhüschen, Volker Redder, Anja Schulz

#### AfD
Albrecht Glaser, Kay Gottschalk, Jörn König, Jan Wenzel Schmidt,  Klaus Stöber

#### Die Linke
Christian Görke, Janine Wissler

### 19. Legislaturperiode
Der Finanzausschuss hatte im 19. Deutschen Bundestag 41 Mitglieder, die sich wie üblich nach dem Verhältnis der Stärke der einzelnen Fraktionen zusammensetzten. Die CDU/CSU entsendete 14 Mitglieder, die SPD neun Mitglieder, Freie Demokraten und AfD jeweils fünf und die Linksfraktion sowie die Fraktion Bündnis 90/Die Grünen jeweils vier Mitglieder.
Vorsitzende in der 19. Legislaturperiode war ab Februar 2020 die FDP-Abgeordnete Katja Hessel. Sie löste Bettina Stark-Watzinger als Ausschussvorsitzende ab. Stellvertretender Vorsitzender war Albrecht Glaser, AfD.

### CDU/CSU-Fraktion
Sebastian Brehm, Carsten Brodesser, Fritz Güntzler, Olav Gutting, Matthias Hauer, Thomas de Maizière, Hans Michelbach (Obmann), Sepp Müller, Alexander Radwan, Johannes Steiniger, Christian Freiherr von Stetten, Hermann-Josef Tebroke, Dietlind Tiemann, Antje Tillmann (Sprecherin).

### SPD-Fraktion
Ingrid Arndt-Brauer, Lothar Binding (Obmann, Sprecher), Bernhard Daldrup, Wiebke Esdar, Metin Hakverdi, Cansel Kiziltepe, Michael Schrodi, Jens Zimmermann.

### AfD-Fraktion
Albrecht Glaser (stellvertretender Vorsitzender), Franziska Gminder, Kay Gottschalk (Sprecher), Bruno Hollnagel, Stefan Keuter.

### FDP-Fraktion
Markus Herbrand, Katja Hessel (Ausschussvorsitzende), Frank Schäffler, Till Mansmann, Florian Toncar (Obmann, Sprecher).

### Linksfraktion
Jörg Cezanne, Fabio De Masi (Obmann, Sprecher), Michael Leutert, Hubertus Zdebel

### Fraktion Bündnis 90/Die Grünen
Danyal Bayaz, Lisa Paus (Obfrau, Sprecherin), Stefan Schmidt, Wolfgang Strengmann-Kuhn.

## Geschichte
Der heutige Finanzausschuss wurde vom 1. Deutschen Bundestag 1949 als „Ausschuss für Finanz- und Steuerfragen“ eingesetzt.